# Monserrate (ilha)
Monserrate (em inglês: Montserrat) é uma ilha das Caraíbas (Caribe em português brasileiro), que se constitui como um território ultramarino do Reino Unido. Situa-se nas ilhas de Barlavento, parte da cadeia insular das Pequenas Antilhas, nas Índias Ocidentais. A ilha de Monserrate tem aproximadamente 16 km de comprimento e 11 km de largura, com cerca de 40 km de linha de costa. Monserrate tem a alcunha (apelido, em português brasileiro) de "Ilha Esmeralda das Caraíbas", quer pelas suas semelhanças com as costa irlandesa quer pela ascendência de alguns dos seus habitantes.
A 18 de julho de 1995, o vulcão anteriormente dormente das Soufrière Hills voltou a estar ativo. As erupções destruíram a capital da era georgiana de Monserrate, Plymouth, bem como forçaram dois terços da população a fugir. A atividade vulcânica continua atualmente, afetando sobretudo as vizinhanças de Plymouth, incluindo as suas docas, bem como o lado oriental da ilha em torno do antigo Aeroporto W. H. Bramble, cujos escombros foram enterrados pelas correntes de lava resultantes da atividade vulcânica de 11 de fevereiro de 2010.
Apesar de Plymouth ser ainda a capital de jure do território, uma nova cidade e porto estão a ser construídas em Little Bay, no noroeste da ilha. Enquanto a construção continua, o centro de governo permanece provisoriamente em Brades, no norte da ilha.

## História
A ilha de Monserrate era habitada pelos índios Arauaque e por povos nativos caribenhos. Cristóvão Colombo descobriu a ilha em sua segunda viagem, em 1493, chamando-a de Santa Maria de Monserrate. A ilha ficou sob domínio britânico a partir de 1632. A violência anticatólica em Neves forçou um grupo de irlandeses a se estabelecerem em Monserrate. Uma colônia neofeudal foi desenvolvida. A família Devereux teve um período de avanço econômico em sua fazenda, que ocupava uma parte importante da ilha. A importação de escravos africanos, que era muito comum nas ilhas do Caribe, levou ao desenvolvimento das plantações de açúcar e algodão, entre outros produtos, sendo que, no final de 1700, havia muitas plantações na ilha. Muitos irlandeses também foram considerados escravos, muitos deles presos políticos liderados por Cromwell.
Em 1782, durante a Guerra da Independência dos Estados Unidos, Monserrate foi brevemente capturada pela França. Foi devolvida à Grã-Bretanha pelo Tratado de Versalhes, que acabou com o conflito. Uma revolução de escravos fracassou em 17 de março de 1768, dando origem à comemoração como feriado no Dia de São Patrício. A escravidão foi abolida em Monserrate em 1834. A queda dos preços do açúcar durante o século XIX fez recuar a economia da ilha. Em 1857, o britânico Joseph Sturge comprou uma plantação de açúcar para demonstrar que era mais economicamente viável usar mão de obra assalariada que escravos. Vários membros da família Sturge compraram mais terras. Em 1869, formou-se a Monserrate Company Limited, que começou a plantar árvores de limão para produzir suco de limão, a escola também foi criada e um monte de terra para os habitantes da ilha foi vendida. Como resultado, muitos terrenos de Monserrate pertenciam a pequenos agricultores. De 1871 a 1958, foi administrado como parte da colônia Federal das Ilhas de Sotavento, tornando-se, em curto período de tempo, numa província da Federação das Índias Ocidentais entre 1958–1962.
Com a criação dos AIR Studios, na década de 1970, pelo produtor dos Beatles, George Martin, a ilha atraiu músicos mundialmente famosos, que vieram gravar no tranquilo ambiente tropical de Monserrate. Infelizmente, na última década do século XX, ocorreram dois eventos que devastaram a ilha.
Na madrugada de 17 de setembro de 1989, o furacão Hugo, uma tempestade da categoria 4, atingiu Monserrate, com ventos que ultrapassaram os 140 km/h e que danificaram 90% dos edifícios da região. Os AIR Studios foram fechados e o turismo, que era a principal fonte de renda, praticamente desapareceu.
O vulcão Soufrière Hills, que desde o século XVII não apresentava qualquer erupção, apesar de nos anos 1966/67 ter sido registrada alguma atividade sísmica, em 18 de julho de 1995 acordou e entrou em atividade, tendo a capital Plymouth sido evacuada. Em 1997, deu-se a maior erupção, que destruiu o aeroporto e matou 19 pessoas. O novo aeroporto foi inaugurado em 2005.
A população está atualmente concentrada em 40% da parte norte da ilha. O restante é uma zona de exclusão devido à ameaça do vulcão, incluindo a antiga capital, Plymouth.

## Política
Um governador age como o chefe de estado simbólico e é o representante do monarca do Reino Unido, Carlos III. Um ministro-chefe eleito é o chefe de governo. A mais alta corte de justiça é a Suprema Corte do Caribe Oriental.
Monserrate é membro da Comunidade do Caribe e da Organização dos Estados do Caribe Oriental. Deborah Barnes-Jones foi governadora de Monserrate de 10 de maio de 2004 até 6 de julho de 2007. Antes deste destino, ela foi embaixadora britânica na Geórgia, assumindo o cargo em 2001. Desde 27 de julho, o governador é Peter Andrew, diplomata de carreira, ex-vice-alto comissário e cônsul-geral em Lagos, Nigéria, conselheiro político em Islamabade e Bagdá, e no escritório da Irlanda do Norte.

## Subdivisões
A ilha de Monserrate encontra-se dividida em 3 paróquias (parishes).
- Santo Antônio
- São Jorge
- São Pedro

Dessas, apenas Saint Peter possui uma população estabelecida, já que as outras duas estão na área de exclusão do vulcão Soufriére.

## Geografia
Monserrate está localizado a sudeste de Porto Rico e a sudoeste da ilha de Antigua. A ilha é montanhosa e vulcânica em sua totalidade e o seu ponto máximo é o vulcão Soufrière Hills (914 m) que está atualmente ativo. Existem também algumas pequenas praias na costa.

### Clima
Monserrate está localizado na zona climática equatorial úmida, formada pelos ventos alísios do nordeste e pelas correntes quentes do oceano. As temperaturas são de um clima equatorial típico, onde a média anual é de 25° C. As variações da temperatura anual e do dia à noite são muito pequenas, dificilmente de cerca de 5° C. A precipitação é abundante, onde os valores médios são cerca de 2000 mm por ano. Apenas no sul, essa precipitação média cai para 1000 mm. Há alguns meses a estação seca, mas o período não está isento de precipitação, que são mais intensos durante o verão. De junho a novembro, a ilha pode ser sujeita a eventuais furacões.

### Hidrografia
A rede fluvial na ilha é densa, sendo que todos os seus rios são de caráter montanhoso, destacando-se as corredeiras e as cascatas. Os rios são curtos e fluem para o mar do Caribe e para o oceano Atlântico. A ilha também possui fontes termais associadas à atividade vulcânica.

### Flora e fauna
A natureza é altamente degradada devido a atividades agrícolas e atividade vulcânica na região. As florestas cobrem aproximadamente um terço da ilha: estas são as florestas tropicais sempre verdes, onde as árvores perdem as suas folhas parcialmente no período de menor precipitação. Como em outras ilhas do Caribe, Monserrate é o lar de algumas plantas e animais raros, incluindo uma espécie chamada pribby (Rondeletia buxifolia), que, até 2006, era conhecida apenas em um livro botânico de Monserrate. Também em 2006, os conservadores resgataram várias plantas de uma orquídea (Epidendrum montserratense) e instalaram-nas em um jardim botânico. Monserrate é também o lar de um sapo gigante (Leptodactylus fallax) que está criticamente em perigo, é conhecido localmente como Mountain Chicken e é encontrado apenas em Monserrate e Dominica. A espécie sofreu declínios catastróficos devido a várias doenças anfíbias e à erupção vulcânica em 1997. Também é habitada por pequenos mamíferos e outros animais. Monserrate é conhecida por seus recifes de corais e suas cavernas ao longo da costa. As cavernas são as casas de muitas espécies de morcegos. Fazem-se esforços para monitorar e proteger dez espécies de morcegos com perigo de extinção.

### Atividade vulcânica
O vulcão Soufrière Hills é o mais ativo do Caribe e a causa do abandono da capital da ilha, Plymouth, devido ao perigo que esta montanha representa para seus habitantes. O Observatório de Vulcões de Monserrate (MVO por sua sigla em inglês) monitora constantemente a atividade das Colinas Soufrière, fornecendo boletins semanais de atividade vulcânica para a população da ilha.

## Economia
Devido à atividade vulcânica que começou em julho de 1995, a ilha teve a sua pequena mas aberta economia posta em causa. A erupção catastrófica de junho de 1997 fechou os aeroportos e portos, causando um profundo isolamento econômico e social de Monserrate. A sua moeda é o Dólar do Caribe Oriental. A economia de Monserrate é baseada na pesca e no turismo. Também é importante a emissão de selos para colecionadores.

## Demografia

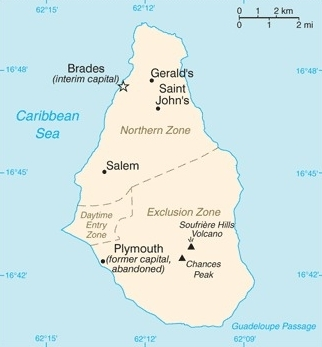
Mapa de Monserrate

O país é povoado pela maioria dos mulatos, muitos desses descendentes de irlandeses e africanos; Há também uma minoria branca. A maioria da população professa a religião cristã do ramo protestante (principalmente metodista e pentecostal) com 45%, anglicanismo com 35%, catolicismo com 15% e outras minorias religiosas.
Em 18 de julho de 1995, o vulcão Soufrière Hills entrou em erupção e, a partir dessa data, continua cuspindo lava e cinzas esporadicamente, o que causou a emigração da maioria da população da ilha. Atualmente, o sul da ilha é praticamente desabitado, principalmente a área de Plymouth, a capital. Atualmente, a cidade de Brades serve como sede temporária do governo. Uma nova cidade em Little Bay está em construção e espera-se que abrigue o governo da ilha. Antes da erupção vulcânica, a população era de 13 200 habitantes. Mais de 9000 saíram da ilha, mas poucos retornaram. Dois terços da população emigraram, a maioria para o Reino Unido. A população atual é de cerca de 6000 e a maioria da população reside no noroeste da ilha, a única área que é livre de erupções vulcânicas.

## Cultura
Como em outras ilhas do Caribe, há influências europeias e africanas na cultura da ilha. Um aspecto a destacar é a influência irlandesa, uma vez que os primeiros colonos brancos eram da Irlanda.

### Esportes
O críquete é o esporte mais popular em Monserrate. Os jogadores de Monserrate podem ser escolhidos para jogar no time de críquete das Índias Ocidentais. Jim Allen foi o primeiro a jogar pelas Índias Ocidentais, tendo representado ela na World Series. Nenhum outro jogador de Monserrate jogou pelas Índias Ocidentais, até que Lionel Baker fez sua estreia internacional contra o Paquistão, em novembro de 2008. Monserrate tem seu time de futebol nacional afiliado à FIFA, tendo competido duas vezes nas eliminatórias da Copa do Mundo. A FIFA construiu um campo perto do aeroporto para o país.

### Filhos ilustres
- Alphonsus "Arrow" Cassell — músico, conhecido pela canção "Hot Hot Hot" que vendeu mais de quatro milhões de cópias
- Maizie Williams – cantora, membro do grupo musical Boney M